# خورخه رینالدی
خورخه رینالدی (انگلیسی: Jorge Rinaldi؛ زادهٔ ۲۳ مارس ۱۹۶۳) بازیکن فوتبال اهل آرژانتین است.
از باشگاه‌هایی که در آن بازی کرده‌است می‌توان به باشگاه فوتبال ریور پلاته، باشگاه فوتبال اسپورتینگ خیخون، باشگاه فوتبال بوکا جونیورز، باشگاه ورزشی گنچلربیرلیغی، و باشگاه ورزشی سن لورنسو آلماگرو اشاره کرد.
وی همچنین در تیم ملی فوتبال آرژانتین بازی کرده‌است.